# Bruna Lombardi
Bruna Patricia Romilda Maria Teresa Lombardi, (Rio de Janeiro, 1 de agosto de 1952),  é uma atriz, escritora, apresentadora de televisão e poetisa brasileira. Em 1990 mudou-se para os Estados Unidos, fazendo trabalhos esporádicos na televisão e focando no cinema.

## Biografia
Nascida no Rio de Janeiro, filha do fotógrafo e cineasta italiano Ugo Lombardi e da atriz austríaca Yvonne Sandner Lombardi, Bruna estudou no Colégio Dante Alighieri, e se formou em duas faculdades, FAAP e ESPM.

## Carreira
Sua estreia na televisão foi em 1977, na telenovela Sem Lenço, sem Documento, de Mário Prata, pela Rede Globo. Em 1978, foi para a TV Tupi para trabalhar na telenovela Aritana, de Ivani Ribeiro, onde conheceu o ator Carlos Alberto Riccelli, seu marido. Bruna voltou para a Rede Globo para atuar na minissérie Avenida Paulista, de 1982, escrita por Daniel Más e Leilah Assumpção, e, em 1983, interpretou Patrícia em Louco Amor, telenovela escrita por Gilberto Braga, em que dividiu o protagonismo com Fábio Júnior e Glória Pires. Em 1985, atuou como Reinaldo Diadorim na minissérie Grande Sertão: Veredas, da Globo - certamente o seu personagem mais marcante na televisão -  tendo recebido muitos elogios do grande público e da crítica. Em 1986, protagonizou a minissérie Memórias de Um Gigolô e a telenovela das oito de Lauro César Muniz, Roda de Fogo. Em 1990, parou a carreira de atriz na televisão e se mudou para os Estados Unidos para criar seu filho, Kim. Em 1991, passou a apresentar o programa Gente de Expressão na Rede Manchete diretamente de Los Angeles, onde entrevistou artistas nacionais e internacionais, como Mariah Carey, Dustin Hoffman, Jean-Claude Van Damme e Mel Brooks. A partir daí voltou ao Brasil apenas para trabalhar no cinema e em curtos projetos na televisão, como em O Fim do Mundo (1996) – que teve apenas 35 capítulos –,  uma participação especial em alguns capítulos da novela das sete Andando nas Nuvens (1999) e em O Quinto dos Infernos (2002). Um de seus últimos trabalhos foi uma parceria com seu esposo e filho, onde Bruna roteiriza e protagoniza a série A Vida Secreta dos Casais (2017).
Em 2005, atuou como roteirista e como atriz do filme Sob o Signo da Cidade, dirigido por seu marido e rodado em São Paulo. No filme Stress, Orgasms, and Salvation, do mesmo ano, com direção do Carlos Alberto Riccelli, Bruna também atuou e assinou o roteiro.

## Vida pessoal
É casada com o ator Carlos Alberto Riccelli desde 1978, com quem tem seu único filho, Kim Lombardi Riccelli, nascido na Capital Paulista em 1981. A família vive no eixo São Paulo-Califórnia desde o início dos anos 90, porém nos dias atuais tem passado mais tempo no Brasil. Em 23 de maio de 2018 sua casa em São Paulo foi invadida enquanto a família estava no Brasil por sete assaltantes em três carros que renderam o vigia da residência e o mantiveram preso em um dos veículos enquanto roubavam os pertences da família. O crime aconteceu por volta das 11h30 da manhã do dia 23 de maio e um boletim de ocorrência foi registrado no mesmo dia, na 34ª Delegacia de Policia Civil, na Vila Sônia. Em 19 de novembro de 2023, Bruna novamente teve um susto quando foram furtados 15 mil reais de sua residência, enquanto ela e o marido estavam fora.

## Filmografia

### Televisão
| Ano       | Título                    | Personagem/Cargo         | Notas                       |
| --------- | ------------------------- | ------------------------ | --------------------------- |
| 1977      | Sem Lenço, sem Documento  | Carla Azeredo            |                             |
| 1978      | Aritana                   | Drª. Estela Bezerra      |                             |
| 1980      | Um Homem muito Especial   | Mariana de Matos Lacerda |                             |
| 1982      | Avenida Paulista          | Anamaria Vidal           |                             |
| 1982      | Caso Verdade              | Laura                    | Episódio: "Jan e Jim"       |
| 1982      | Caso Verdade              | Marta                    | Episódio: "Gerônimo"        |
| 1983      | Louco Amor                | Patrícia Dumont          |                             |
| 1985      | Grande Sertão: Veredas    | Diadorim                 |                             |
| 1986      | Memórias de um Gigolô     | Lu                       |                             |
| 1986      | Roda de Fogo              | Lúcia Brandão            |                             |
| 1989      | Bruna e Ricceli Especial  | Jade                     | Especial de fim de ano      |
| 1991–1995 | Gente de Expressão        | Apresentadora            |                             |
| 1996–1999 | Gente de Expressão        | Apresentadora            |                             |
| 1992      | De Corpo e Alma           | Betina Lopes Jordão      | Episódios: "3–12 de agosto" |
| 1996      | Você Decide               | Muriel                   | Episódio: "Almas Gêmeas"    |
| 1996      | O Fim do Mundo            | Gardênia Laranjeira      |                             |
| 1999      | Andando nas Nuvens        | Frida                    | Episódio: "5 de novembro"   |
| 2002      | O Quinto dos Infernos     | Branca Camargo           |                             |
| 2007      | Mandrake                  | Lena                     | Episódio: "Rosas Negras"    |
| 2017–2019 | A Vida Secreta dos Casais | Sofia Prado              |                             |

### Cinema
| Ano  | Filme                                               | Personagem                            | Notas                                     |
| ---- | --------------------------------------------------- | ------------------------------------- | ----------------------------------------- |
| 1983 | O Cangaceiro Trapalhão                              | Bruxa-fada Secabrú / Rainha das Águas |                                           |
| 1996 | The Best Revenge                                    | —                                     |                                           |
| 2002 | O Príncipe                                          | Maria Cristina                        |                                           |
| 2005 | Stress, Orgasms, and Salvation                      | —                                     |                                           |
| 2006 | Brasília 18%                                        | Laura                                 |                                           |
| 2007 | O Signo da Cidade                                   | Teca                                  |                                           |
| 2011 | Onde Está a Felicidade?                             | Teodora                               | [ 14 ]                                    |
| 2012 | Luz nas Trevas – A Volta do Bandido da Luz Vermelha | Vítima                                | [ 15 ]                                    |
| 2016 | Amor em Sampa                                       | Aniz                                  | [ 16 ] [ 17 ] [ 18 ] [ 19 ] [ 20 ] [ 21 ] |

## Livros
- 1976 - No Ritmo dessa Festa, poesias, Editora Três
- 1980 - Gaia, poesias, Editora Codecri
- 1984 - O Perigo do Dragão, poesias, Editora Record
- 1986 - Diário do Grande Sertão, registro poético das filmagens, Editora Record
- 1987 - Apenas bons amigos, infantil, Editora Globo
- 1990 - Filmes Proibidos, romance, Companhia das Letras
- 2008 - O Signo da Cidade, roteiro do filme, Coleção Aplauso, Imprensa Oficial de SP
- 2015 - Jogo da Felicidade, autoajuda, Livraria Saraiva[22]
- 2017 - Poesia Reunida, Poemas, Editora Sextante
- 2017 - Clímax, Poemas, Editora Sextante